# Pedro Ruiz Sarmiento
Pedro Ruiz Sarmiento (m. Lisboa, 1384). Noble castellano de la Casa de Sarmiento. Fue hijo de Diego Pérez Sarmiento y de María de Velasco.
Fue señor de Ribadavia, Sobroso, Val de Achas, Petán, Parada y Deva, y poseía los castillos de Xuvencos, Roucos y Penacorneira. Y también fue adelantado mayor de Galicia y mariscal de Castilla.

## Orígenes familiares
Fue hijo de Diego Pérez Sarmiento y de María de Velasco, y por parte paterna era nieto de Garcí Fernández Sarmiento y de Teresa de Guzmán, aunque José Pellicer señaló erróneamente que su abuela por parte paterna fue Leonor de Haro, quien a su vez habría sido hija de Fernando Díaz de Haro y de María de Portugal, pero muchos historiadores han desmentido esa filiación y dudan de la veracidad de lo expuesto por Peliicer en su Informte de los Sarmientos, ya que lo consideran plagado de errores y falsedades. Y además Pedro Ruiz era nieto por parte materna de Fernán Sánchez de Velasco, adelantado mayor de Castilla y señor de Medina de Pomar, y de Mayor de Castañeda, que fue señora de Palacios y de la casa de los siete Infantes, aunque Luis de Salazar y Castro la llamó Juana de Castañeda en su Índice de las Glorias de la Casa Farnese.
Fue hermano del mariscal de Castilla Diego Gómez Sarmiento, que contrajo matrimonio con Leonor Enríquez de Castilla, nieta del rey Alfonso XI de Castilla, y fue justicia mayor de la Casa del Rey, repostero mayor del rey Juan I de Castilla y adelantado mayor de Castilla y de Galicia. Y también fue hermano de Beatriz Sarmiento, que contrajo matrimonio con Ramiro Núñez de Guzmán, señor de las casas de Guzmán, Cifuentes y Asturias e hijo de Pedro Núñez de Guzmán, adelantado mayor de León y de Asturias.
Y también fue sobrino carnal de Pedro Fernández de Velasco, progenitor de los condestables de Castilla de la familia Velasco.

## Biografía
Se desconoce su fecha de nacimiento. Su padre, Diego Pérez Sarmiento, fue señor de La Bureba, Villamayor de los Montes, Salvadores, Villalba de Losa, Castrojeriz y Castañeda, entre otras muchas villas, y también fue adelantado mayor de Castilla y de Galicia, merino mayor de Castilla, canciller mayor de la Orden de la Banda, merino mayor de Galicia y divisero mayor de Castilla.

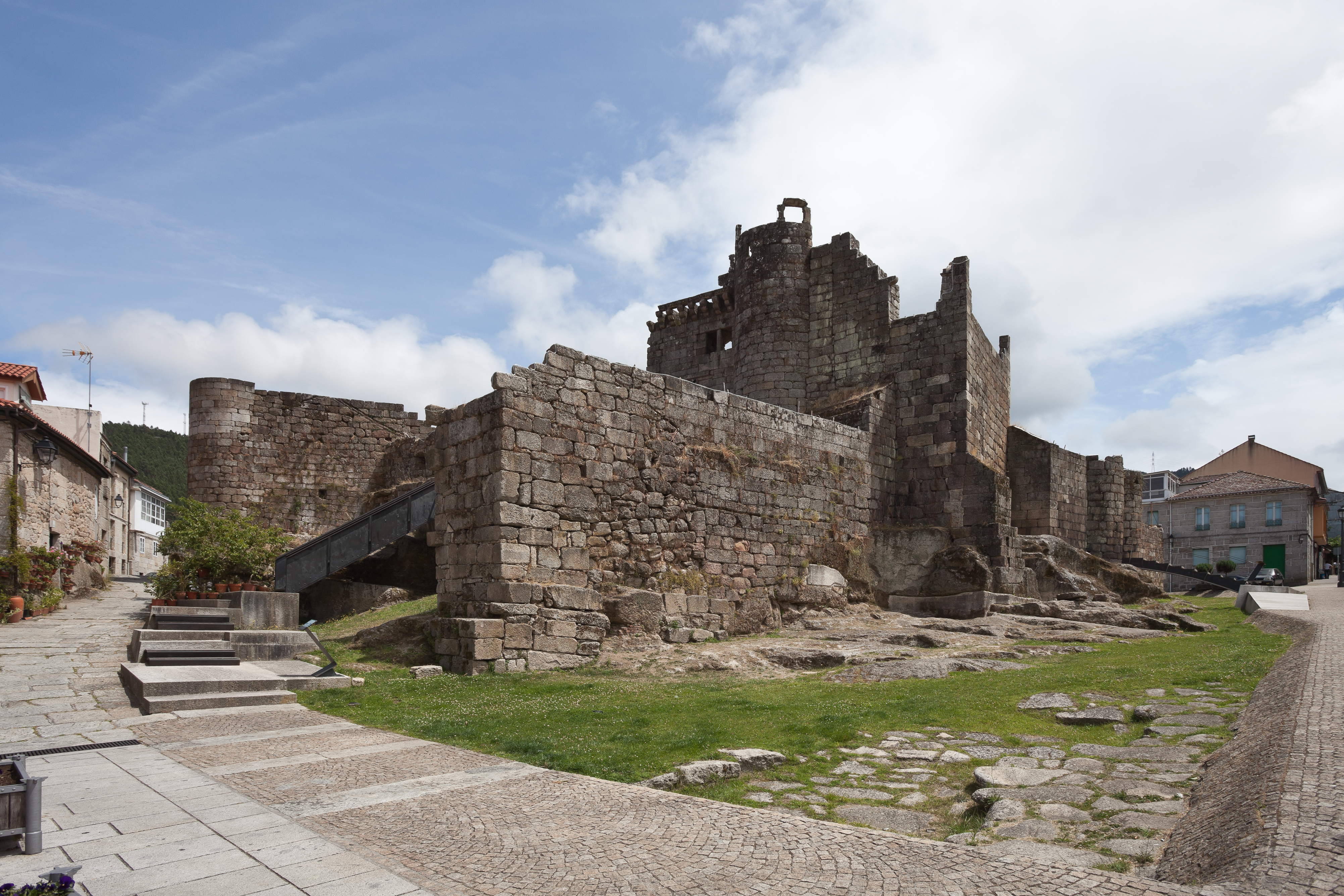
Ruinas del castillo de Ribadavia. (Provincia de Orense).

Los Sarmiento tuvieron un papel de la «máxima relevancia» desde el reinado de Enrique II de Castilla, y también durante el de su hijo y sucesor, Juan I de Castilla, siendo fiel servidor de ambos Pedro Ruiz Sarmiento. Y después del asesinato del rey Pedro I de Castilla en 1369, tras su derrota en la batalla de Montiel, Enrique II concedió a Pedro Ruiz Sarmiento el señorío de Ribadavia en ese mismo año y poco después le envió al reino de Galicia para acabar con, en palabras de Eduardo Pardo de Guevara y Valdés, «los focos de resistencia petrista» que había en dicho reino, ya que el célebre Fernán Ruiz de Castro, apodado toda la lealtad de España, que era el señor de la Casa de Castro y había sido conde de Trastámara, Lemos, Sarria y Castrojeriz y mayordomo mayor del rey Pedro I, se apoderó entre los años 1370 y 1371 entre otras, de las ciudades de Santiago de Compostela, Tuy, Lugo y La Coruña, aunque en 1371 fue derrotado por Pedro Ruiz Sarmiento y por el adelantado mayor de Castilla, Pedro Manrique, y tuvo que huir al reino de Portugal.
Y debido a su éxito en esa campaña, el monarca castellano le nombró adelantado mayor de Galicia en 1372, aunque Alonso López de Haro señaló que cuando fue enviado a Galicia para que terminara con la rebelión de Fernán Ruiz de Castro ya ocupaba el adelantamiento mayor de ese reino. Y, por otra parte, hay constancia de que uno de sus hombres de confianza en Galicia fue Vasco Gómez das Seixas, noble gallego que fue comendero de varios monasterios gallegos y que en 1377 desempeñaba, según consta en los documentos de la época, el cargo de merino mayor de Galicia a las órdenes de Pedro Ruiz Sarmiento.
El cargo de adelantado mayor de Galicia fue desempeñado también por varios de los descendientes de Pedro Ruiz Sarmiento, y el rey Enrique II le concedió diversos señoríos entre los que figuraban el de Ribadavia y el de Santa Marta y a los que el rey Juan I de Castilla añadió los de Sobroso, Parada, Valle de las Achas, Deva y Petán. Y al igual que su hermano, Diego Gómez Sarmiento, fue también nombrado mariscal de Castilla por el rey Juan I.
Pedro Ruiz Sarmiento murió en 1384, durante el sitio de Lisboa, a consecuencia de la peste.

## Matrimonio y descendencia
Contrajo matrimonio con Juana de Guzmán, hija de Pedro Núñez de Guzmán, adelantado mayor de León, y de Inés de Haro, y fruto de su matrimonio nacieron varios hijos:
- Diego Pérez Sarmiento. Fue adelantado mayor de Galicia.[30]
- García Fernández Sarmiento (m. c. 1425). Fue adelantado mayor de Galicia,[31] alférez mayor del rey Juan II de Castilla, comendador de Bantudeira y señor de las villas de Mucientes, situada en la provincia de Valladolid, Sobroso y Ribadavia, entre otras.[29] Contrajo un primer matrimonio con Elvira Manrique, que era hija de García Fernández Manrique, señor de Galisteo, y de Isabel Enríquez de Haro. Y posteriormente volvió a casarse con Constanza García de Valcárcel, viuda de Pedro Álvarez Osorio e hija de García Rodríguez de Valcárcel, adelantado mayor de Galicia, y de su esposa Inés Fernández, señora de Corullón.[a]
- Leonor Sarmiento. Contrajo matrimonio con Pedro López de Padilla,[32] señor de Calatañazor y Coruña y guarda mayor del rey, con quien tuvo descendencia.[33]
- Constanza Sarmiento, esposa de García Álvarez de Toledo, padres de Fernando Álvarez de Toledo y Sarmiento, el primer conde de Alba de Tormes;[34]